# Orígenes del rock and roll
El rock and roll como tal, tiene sus orígenes en los años 1950, pudiendo observarse, sin embargo, elementos propios de este género en producciones de Rhythm and blues que datan incluso de los años 1920. En los orígenes del rock and roll existía una combinación de elementos de blues, boogie woodgie, jazz y rhythm. El género también estaba influenciado por corrientes musicales tradicionales como el Hillbilly, la música folk de Irlanda, la música gospel y la música country. 

## Rock and roll
El término rock and roll se coló en la música espiritual negra en el siglo XIX, pero con un significado religioso, y fue grabado por primera vez en soporte fonográfico en 1916. 
Antes de 1947, la única gente que solía hablar de "rocking" eran los cantantes afroamericanos de góspel. "Rocking" era un término usado por los afroamericanos para denominar la "posesión" que experimentaban en determinados eventos religiosos, y el término también hacía referencia al poderoso ritmo que se hallaba en la música que acompañaba dicha experiencia religiosa.
Esta música llegó a ser tan poderosa y popular, que casi cada artista afroamericano sacaba un disco de este nuevo género. 

### Origen del término
En la década de 1940, el término "rock and roll" se empleaba ya en las valoraciones de grabaciones discográficas del periodista y columnista de Billboard Mauri Orodenker. En la edición del 30 de mayo de 1942, por ejemplo, describió la voz de Rosetta Tharpe en la reedición de "Rock Me" como "un canto espiritual de rock and roll".
R&B (acuñado en 1949) era un término demasiado ambiguo, porque R&B era una categoría que incluía todas las formas de música negra excepto el jazz y el góspel. Cualquier otro estilo era considerado R&B pero como esta música rocking era nueva y revolucionaria, necesitaba un nuevo nombre, así que los disc jockeys, liderados por uno de Cleveland llamado Alan Freed, comenzaron a llamarlo rock and roll. Esto sucedió en 1951 y muchos DJ's usaron ese término, que también era utilizado para comercializar la música a una audiencia más amplia.

### Significados del término
Un significado doble e irónico surgió en 1947 gracias a la canción Good Rocking Tonight del cantante de blues Roy Brown en la cual la palabra rocking era aparentemente acerca de bailar pero podía tratarse de una alusión sutilmente velada al sexo. 
La versión definitiva de esta canción la hace Elvis Presley, en 1954. Estas dobles intenciones no eran nada nuevo en la música blues (que estaba mayormente limitada a las rocolas y los clubes) pero eran desconocidas en las transmisiones de radio. En general, el término rocking, adquirió un nuevo significado: el sexo.
El Rock and Roll, como ya se mencionó, tuvo su origen en la fusión de distintos géneros de música afroamericana. En 1947, Roy Brown hizo un blues llamado "Good Rocking Tonight", que era una parodia del góspel, donde, en lugar de "rockear" al Señor, él ponía a gente de iglesia como Deacon Jones y Elder Brown a "rockear" de modo no religioso (bailar de un modo vulgar, o altamente sexual). Tras el éxito de la primera versión de "Good Rocking Tonight" muchos otros artistas de rhythm and blues usaron títulos similares a fines de los años 1940, incluyendo una canción llamada "Rock and Roll" grabada por Wild Bill Moore en 1949. Estas canciones estaban relegadas a las tiendas de race music (el alias que usaba la industria de la música para referirse al rhythm and blues) y eran apenas conocidas por las audiencias blancas. Nótese que en aquella época estaba presente la alta discriminación racial en los Estados Unidos.
Wynonie Harris grabó una versión del disco de Brown, también en 1947, pero lo iba a convertir, tomando como base lo que sucedió después, en una de las grabaciones más importantes de la historia de la música. Cogió la broma de Brown, sobre la gente de iglesia "rockeando", pero como añadido a la parodia, cambió el ritmo a un compás y ritmo de góspel, fusionando de ese modo góspel y blues de un modo innovador. Cuando la versión de Wynonie Harris de "Good Rocking Tonight" se grabó en diciembre de 1947 y entró en listas en 1948, comenzó una revolución. Aunque Harris no era el primero en cantar blues con un compás góspel, ya que otros como Big Joe Turner lo habían estado haciendo durante años, fue el disco de Harris el que comenzó la moda del rocking en el blues y el R&B de finales de los 40. Tras el disco de Harris, la onda expansiva de canciones de blues rocking, hizo que todo artista negro sacase un disco de rocking blues en 1949 o 1950.
Hubo una prohibición de grabar durante el año 1948, por lo que muchos de los discos que se grabaron a principios de 1949 se habían grabado realmente en secreto en 1948. Una de dichas grabaciones era el "Rocking At Midnight" de Roy Brown, que fue su respuesta a la versión de Wynonie Harris de su "Good Rocking Tonight". En 1952 y 1953, el "rock and roll" se estaba caracterizando cada vez más por dulces baladas de amor de grupos vocales adolescentes con nombre de pájaro, como Crows, Ravens, Orioles, Cardinals, y otros de ese mismo estilo. Normalmente, las caras B de dichos discos eran temas rápidos para el baile, que fueron llamados "rockers". En las diversas partes de los Estados Unidos, la gente les iba añadiendo sus influencias locales:
- En las ciudades del norte, las comunidades italiana y puertorriqueña tocaban "rock and roll" a su manera.
- En la costa oeste, los chicanos lo tocaban en castellano.
- En el sur, los cantantes de country añadían "rock and roll" a su "hillbilly boogie" y nacía el "rockabilly".
- Los cajun en Luisiana añadían "rock and roll" a su música, y nacía el zydeco.
- Los ingleses añadían "rock and roll" a su música y nacía el "skiffle".
- Los jamaicanos añadían "rock and roll" a su música y nacía el "Ska", que evolucionó al "Rocksteady" y más tarde (mediados de los 70's) el "Roots Rock Reggae"

### Explosión de los años 1954-1960

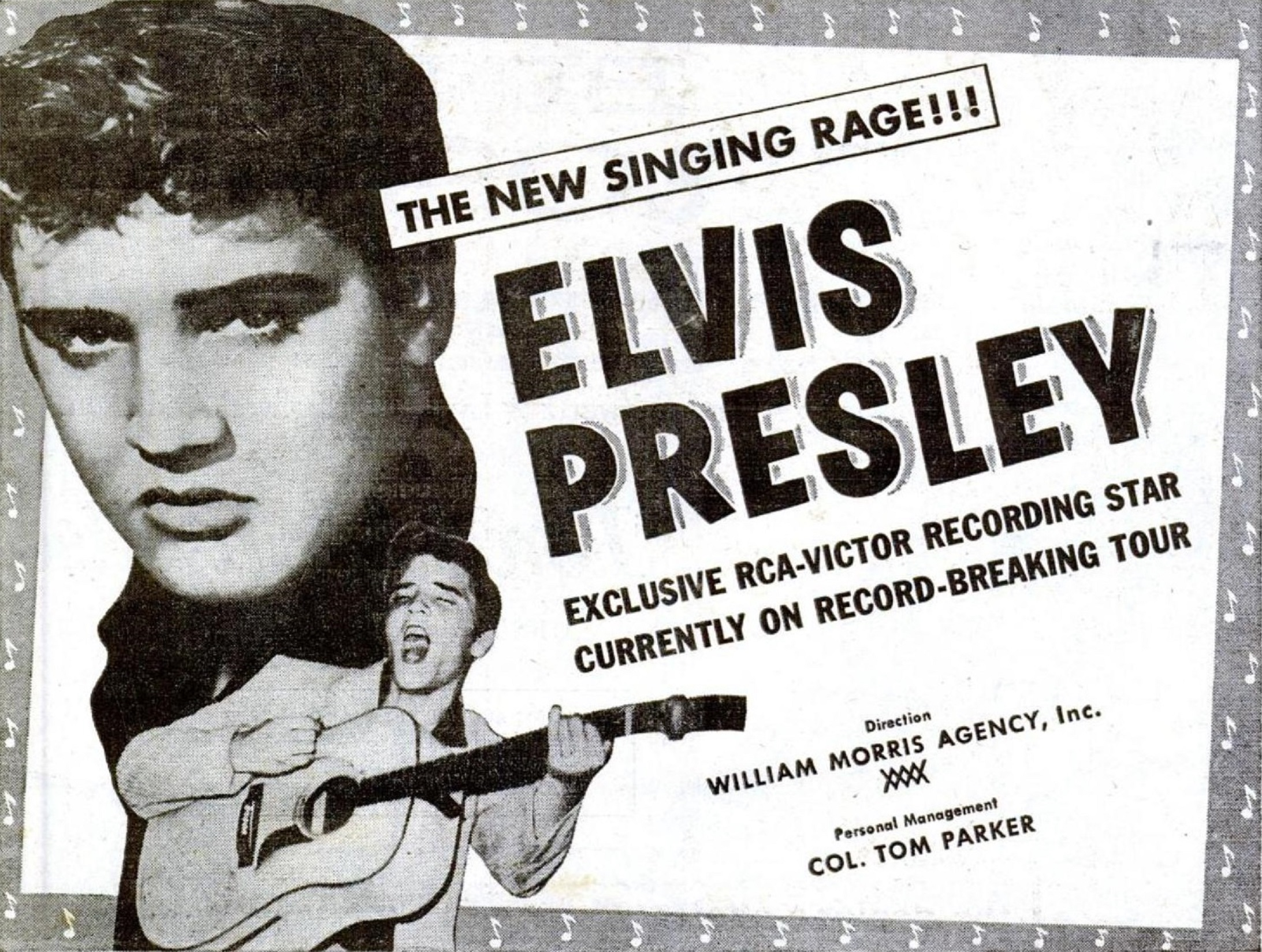
Imagen publicitaria de Elvis Presley en 1956

Hubo una gran explosión entre 1954 y 1960. Elvis, Bill Haley, Chuck Berry, Little Richard y otros estaban tocando rock and roll perfectamente desarrollado. Algunos lo describen como un momento mágico en un estudio de grabación, con músicos pasando el rato durante un descanso y tocando algo no ensayado, y de repente, accidentalmente inventan un tipo de música completamente nueva. Cuando el rock and roll se arraigó por completo tras la llegada del rockabilly, y años más tarde con la influencia británica de principios de los años 1960, se convirtió en una música basada en la guitarra, y los guitarristas, buscaban de modo natural a otros guitarristas como pioneros de la música. Así, las compañías discográficas se mostraron interesadas en reeditar el material antiguo en tanto y cuanto hubiese un guitarrista al frente. Pero el rock and roll de antes de 1954 estaba basado en el saxofón, con muy poca guitarra. Y mientras el saxo se había retirado virtualmente del rock and roll a partir de 1956, muchas de las estrellas primigenias permanecieron olvidadas. Lo mismo con el piano, que fue probablemente el instrumento en el que se tocó rock and roll por primera vez. A mediados de los años 1950, cuando el rock and roll alcanza un alto nivel de popularidad, cada compañía discográfica importante tenía unas cuantas megaestrellas que intentaban vender.
El periodista británico Roy Carr de New Musical Express considera que fue con las grabaciones de Elvis en la compañía Sun Records donde se creó el combo básico del rock y que a pesar de que artistas como The Beatles, Credence o Bob Dylan trataron en algún momento de rendir homenaje a ese sonido, nunca lograron recrear ni la inocencia ni la esencia de esas grabaciones 
El crítico Nick Cohn expresó: Lo que el rock necesitaba en aquel momento para despegar era un héroe universal, un símbolo. Alguien que fuera muy joven, especial, incompartible —una propiedad exclusiva de los teenagers—. Alguien que pudiera cristalizar el movimiento entero, darle tamaño y dirección. Evidentemente, Bill Haley no daba la medida, pero Elvis sí que la daba. 